# Hiroki Todaka
Hiroki Todaka (戸高 弘貴 Todaka Hiroki?), född 18 november 1991 i Oita prefektur, är en japansk fotbollsspelare.
Todaka började sin karriär 2014 i FC Machida Zelvia. Han spelade 90 ligamatcher för klubben. 2020 flyttade han till Kataller Toyama.